# Лагардель-сюр-Лез
Лагарде́ль-сюр-Лез (фр. Lagardelle-sur-Lèze, окс. La Gardèla de Lesa) — коммуна во Франции, находится в регионе Юг — Пиренеи. Департамент — Верхняя Гаронна. Входит в состав кантона Порте-сюр-Гарон. Округ коммуны — Мюре.
Код INSEE коммуны — 31263.

## География
Коммуна расположена приблизительно в 610 км к югу от Парижа, в 22 км к югу от Тулузы.
По территории коммуны протекает река Лез.

## Климат
Климат умеренно-океанический. Зима мягкая и снежная, весна характеризуется сильными дождями и грозами, лето сухое и жаркое, осень солнечная. Преобладают сильные юго-восточные и северо-западные ветры.

## Население
Население коммуны на 2010 год составляло 2441 человек.
| 1962 | 1968 | 1975 | 1982 | 1990 | 1999 | 2010 |
| ---- | ---- | ---- | ---- | ---- | ---- | ---- |
| 587  | 610  | 914  | 1139 | 1823 | 2185 | 2441 |

## Администрация
| Период | Период | Фамилия          | Партия                  | Примечания |
| ------ | ------ | ---------------- | ----------------------- | ---------- |
| 1971   | 1977   | Франсуаза Сироль | Разные левые            |            |
| 1977   | 2001   | Альбер Траинини  | Разные левые            |            |
| 2001   | 2012   | Жак Раго         | Социалистическая партия |            |
| 2012   | 2020   | Жан-Клод Руан    | Разные правые           |            |

## Экономика
В 2010 году среди 1604 человек трудоспособного возраста (15—64 лет) 1233 были экономически активными, 371 — неактивными (показатель активности — 76,9 %, в 1999 году было 73,7 %). Из 1233 активных жителей работали 1135 человек (585 мужчин и 550 женщин), безработных было 98 (34 мужчины и 64 женщины). Среди 371 неактивных 136 человек были учениками или студентами, 144 — пенсионерами, 91 были неактивными по другим причинам.